# Turn (poeta)
Turn (llatí: Turnus) fou un poeta satíric romà. Era nadiu d'Aurunca, d'extracció servil (libertini generis) i germà d'Esceva Menor, autor de tragèdies. Va arribar a alts honors durant la dinastia Flàvia.
Uns antics escolis a l'obra de Juvenal citen dues línies de les seves peces i en donen les dades biogràfiques. És esmentat amb elogi per Marc Valeri Marcial, Rutili i Sidoni Apol·linar. Es conserven d'ell trenta hexàmetres, part d'un poema satíric més llarg, relatant els crims i les abominacions del regnat de Neró.